# 扎曲 (黄河)
扎曲，黄河源头之一，名稱源於藏語，意思是「石山河」或「流经扎日加山的河」，位于玛涌滩北。源出查哈西里山，自北向西南注入玛曲，全长70公里，流域面积822平方公里。是黄河三源中水量最小的一支，为季节河。